# Botfei, Arad
Botfei este un sat în comuna Hășmaș din județul Arad, Crișana, România.

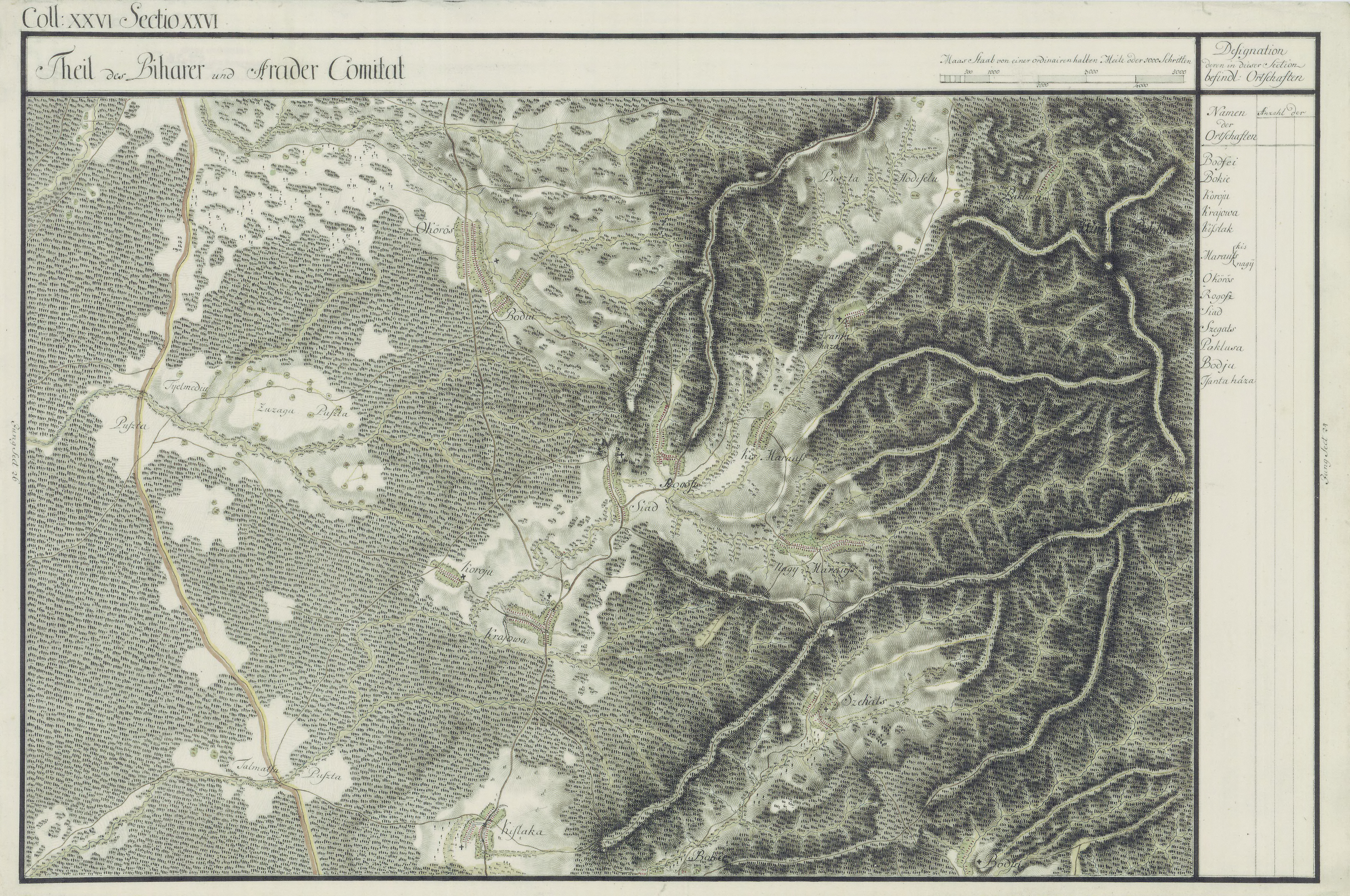
Botfei în Harta Iozefină a Comitatului Arad, 1782-85